# Campionati sudamericani di atletica leggera 1931
La settima edizione dei campionati sudamericani di atletica leggera si tenne a Buenos Aires, Argentina nel 1931. 

## Prove maschili[1]

### Corse
| Evento                | Oro                              | Oro     | Argento                          | Argento | Bronzo                       | Bronzo  |
| --------------------- | -------------------------------- | ------- | -------------------------------- | ------- | ---------------------------- | ------- |
| 100m                  | Carlos Bianchi Lutti Argentina   | 10"9    | José de Almeida Brasile          | 11"0    | Juan Piña Argentina          |         |
| 200m                  | Carlos Bianchi Lutti Argentina   | 21"9    | Juan Piña Argentina              | 22"2    | José Vicente Salinas Cile    |         |
| 400m                  | José Vicente Salinas Cile        | 49"6    | Héctor Domínguez Uruguay         | 49"8    | Ernesto Riveros Cile         |         |
| 800m                  | Hermenegildo Del Rosso Argentina | 1'58"6  | Leopoldo Ledesma Argentina       | 1'59"6  | Alfredo Narváez Perù         |         |
| 1500m                 | Leopoldo Ledesma Argentina       | 4'05"8  | Hermenegildo Del Rosso Argentina | 4'07"0  | Ernesto Medel Cile           | 4'09"6  |
| 3000 m piani          | Luis Oliva Argentina             | 8'46"8  | Belisario Alarcón Cile           | 8'47"0  | Juan Carlos Zabala Argentina | 8'48"2  |
| 5000m                 | José Ribas Argentina             | 15'04"8 | Juan Carlos Zabala Argentina     | 15'11"6 | Belisario Alarcón Cile       | 15'16"6 |
| 10000m                | Juan Carlos Zabala Argentina     | 31'19"0 | José Ribas Argentina             | 31'26"8 | Belisario Alarcón Cile       | 32'19"6 |
| 110 metri ostacoli    | Miguel Aldatz Argentina          | 15"6    | Armando Sorucco Cile             | 15"6    | Valerio Vallanía Argentina   |         |
| 400 metri ostacoli    | Sylvio Padilha Brasile           | 54"8    | Carlos dos Reis Brasile          | 55"6    | Carlos Müller Cile           | 56"0    |
| Staffetta 4×100 metri | Argentina                        | 43"0    | Brasile                          | 43"6    | Uruguay                      |         |
| Staffetta 4×400 metri | Cile                             | 3'25"2  | Argentina                        | 3'25"8  | Brasile                      | 3'28"2  |
| 3000 metri a squadra  | Argentina                        |         | Cile                             |         | Brasile                      |         |
| Corsa campestre       | Fernando Cicarelli Argentina     | 45'51"0 | Humberto Delgado Argentina       | 45'52"2 | Jorge Donoso Cile            | 46'13"0 |

### Altre gare
| Evento               | Oro                        | Oro     | Argento                      | Argento | Bronzo                    | Bronzo  |
| -------------------- | -------------------------- | ------- | ---------------------------- | ------- | ------------------------- | ------- |
| Salto in alto        | Valerio Vallanía Argentina | 1,85    | Alfonso Burgos Cile          | 1,85    | Alberto Estrada Cile      | 1,80    |
| Salto in lungo       | Héctor Berra Argentina     | 6,97    | Ciro Falcão Brasile          | 6,91    | Juan Moura Cile           | 6,69    |
| Salto triplo         | Luis Brunetto Argentina    | 14,23   | Pedro Aizcorbe Argentina     | 13,64   | Ricardo Mendiburo Cile    | 13,63   |
| Salto con l'asta     | Diego Pajmaevich Argentina | 3,70    | Adolfo Schlegel Cile         | 3,70    | Carlos Joel Nelli Brasile | 3,70    |
| Getto del peso       | Héctor Benapres Cile       | 13,39   | Juan Conrads Cile            | 13,38   | Rodolfo Butori Argentina  | 13,36   |
| Lancio del disco     | Héctor Benapres Cile       | 44,30   | Armando Peloursson Argentina | 41,39   | Bento Barros Brasile      | 40,59   |
| Lancio del martello  | Pedro Goic Cile            | 46,50   | Federico Kleger Argentina    | 45,57   | Alfredo Wismer Argentina  | 45,44   |
| Tiro del giavellotto | Joaquim da Silva Brasile   | 55,74   | Efraín Santibáñez Cile       | 55,58   | José Pergañeda Argentina  | 54,96   |
| Decathlon            | Héctor Berra Argentina     | 7065.62 | Armando Sorucco Cile         | 6962.9  | Carlos Woebcken Brasile   | 6591.19 |